# Pseudopentaria defarguesi
Pseudopentaria defarguesi là một loài bọ cánh cứng trong họ Scraptiidae. Loài này được Abeille de Perrin miêu tả khoa học năm 1885.